# Xavier de Planhol
Xavier de Planhol, né le 3 février 1926 à Paris où il est mort le 17 mai 2016,, est un géographe français.

## Biographie
Xavier de Planhol est le fils de René de Planhol, journaliste et critique littéraire.
Docteur ès-lettres, il est professeur émérite à l'université de Paris-Sorbonne (Paris IV) après avoir enseigné pendant plus de quarante ans la géographie du monde islamique aux universités de Nancy puis de Paris, ainsi qu'à l'Institut national des langues et civilisations orientales. 
Les principaux thèmes qui ont jalonné sa carrière scientifique sont : les relations entre l'homme et le milieu, le pastoralisme, la géographie historique et culturelle, la géographie urbaine, la géographie politique, particulièrement dans le monde turco-iranien qui est son domaine de prédilection.
Il fut président de l'Académie des sciences d'outre-mer, à partir de 1979. Il appartint aussi à l’Academia Europaea depuis 1990.
Il meurt le 17 mai 2016, âgé de 90 ans.

## Distinctions
- Grande médaille d’argent de la Société de géographie, 1959 [2].
- Médaille de bronze du CNRS, 1960 [2].
- Officier de la Légion d'honneur[3], 2007.
- Prix scientifique international de la géographie allemande en 2015, attribué par la Fondation de Géographie de Frithjof Voss[4], à l'occasion du Congrès National Allemand de Géographie à Berlin le 1er octobre 2015 comme reconnaissance méritée de l'œuvre scientifique de sa vie.
- Prix Paul-Michel Perret 2005.

## Publications
- De la plaine pamphylienne aux lacs pisidiens : nomadisme et vie paysanne, Adrien-Maisonneuve, 1958
- Les Fondements géographiques de l'histoire de l'Islam, Flammarion, 1968
- Géographie historique de la France, Fayard, 1988
- Les Nations du Prophète, manuel géographique de politique musulmane, Fayard, 1994
- L'eau de neige. Le tiède et le frais. Histoire et géographie des boissons fraîches, Fayard, 1995
- L'Islam et la mer : la mosquée et le matelot VIIe – XXe siècles, Perrin, 2000
- Minorités en Islam, géographie politique et sociale, Flammarion, [1997] 2001
- Le Paysage animal : l'homme et la grande faune, une zoogéographie historique, Fayard, Paris, 2004.  (ISBN 2-213-60783-4).